# 伊藤和貴
伊藤 和貴（いとう かずき、1958年〈昭和33年〉3月15日 - ）は、日本の政治家。山口県山口市長（1期）。

## 経歴
山口市出身。1980年、同志社大学法学部卒。同年、山口市役所に入る。職員課長、経済産業、総合政策、総務の各部長を歴任。2016年、山口市副市長となる。
2021年、山口市長の渡辺純忠が10月の市長選挙に不出馬を表明、そのため9月に出馬を表明した。10月の市長選挙では新人候補を破り、初当選した。